# Елой Рохас
Елой Рохас (ісп. Eloy Rojas, 25 березня 1967) — венесуельський професійний боксер, чемпіон світу за версією WBA (1993—1996) в напівлегкій вазі.

## Професіональна кар'єра
На профірингу дебютував 1986 року. Провівши 22 переможних боя проти суперників низького рівня, 14 вересня 1991 року вийшов на бій проти чемпіона WBA в напівлегкій вазі Пак Йон Гюн (Південна Корея) і програв одностайним рішенням.
4 грудня 1993 року зустрівся в бою з Пак Йон Гюн вдруге і переміг розділеним рішенням. Провів шість успішних захистів титулу, у тому числі проти Пак Йон Гюн.
18 травня 1996 року вийшов на бій проти ексчемпіона в нижчих категоріях Вілфредо Васкеса (Пуерто-Рико) і зазнав поразки технічним нокаутом в одинадцятому раунді. Нокаут у цьому поєдинку був визнаний нокаутом 1996 року за версією журналу «Ринг».